# Reserva Nacional de Calipuy
Die Reserva Nacional de Calipuy ist ein nationales Schutzgebiet in Nordwest-Peru in der Region La Libertad. Es wurde am 8. Januar 1981 eingerichtet. Verwaltet wird es von der staatlichen Naturschutz-Agentur Servicio Nacional de Areas Naturales Protegidas por el Estado (SERNANP). Das Areal besitzt eine Fläche von 640 km². Es wird in der IUCN-Kategorie VI als ein Schutzgebiet geführt, dessen Management der nachhaltigen Nutzung natürlicher Ökosysteme und Lebensräume dient. Es dient der Erhaltung einer wild lebenden Guanako-Population in dem Gebiet und damit einem Ökosystem bedrohter Pflanzen- und Tierarten. Das Schutzgebiet ist vom Namen her nicht zu verwechseln mit dem 20 km weiter nördlich gelegenen Santuario Nacional de Calipuy.

## Lage
Das Schutzgebiet liegt in den Distrikten Santiago de Chuco und Chao in der Provinz Santiago de Chuco sowie Virú in der gleichnamigen Provinz. Das Gebiet liegt in der nördlichen Fortsetzung der Cordillera Negra. Es wird im Süden und im Osten vom Río Santa und dessen Nebenfluss Río Tablachaca begrenzt.

## Ökologie
Neben den Guanakos (Lama guanicoe) kommen in dem Gebiet u. a. folgende Säugetierarten vor: Puma (Puma concolor), Sechurafuchs (Pseudalopex sechurae), der Weißwedelhirsch (Odocoileus virginianus), die Peruanische Hasenmaus (Lagidium peruanum) und der Brillenbär (Tremarctos ornatus) vor. Zu den Vögeln in dem Gebiet zählt der Andenkondor (Vultur gryphus), der Kolumbiasittich (Aratinga wagleri), das Pisaccasteißhuhn (Nothoprocta ornata), das Punasteißhuhn (Tinamotis pentlandii), der Aplomadofalke (Falco femoralis), der Bergkarakara (Phalcoboenus megalopterus), der Andensittich (Bolborhynchus orbygnesius), der Andenkiebitz (Vanellus resplendens) und das Kordillerentäubchen (Metriopelia melanoptera). Ferner leben in dem Gebiet Amerikanische Lanzenottern (Bothrops) und Korallenottern (Micrurus).

## Bilder von im Schutzgebiet vorkommenden Tieren

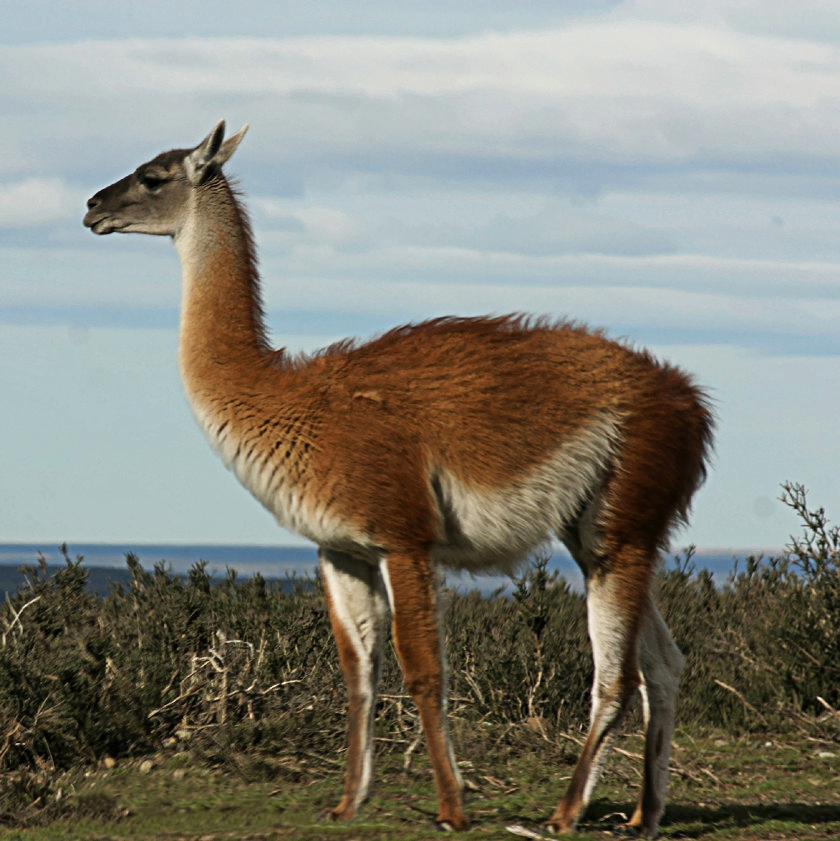
Guanako
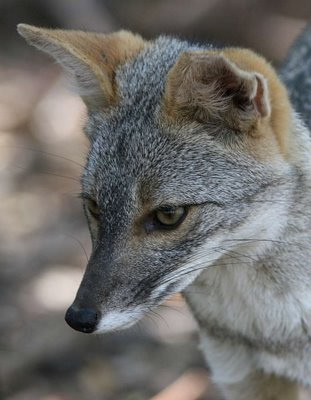
Sechurafuchs
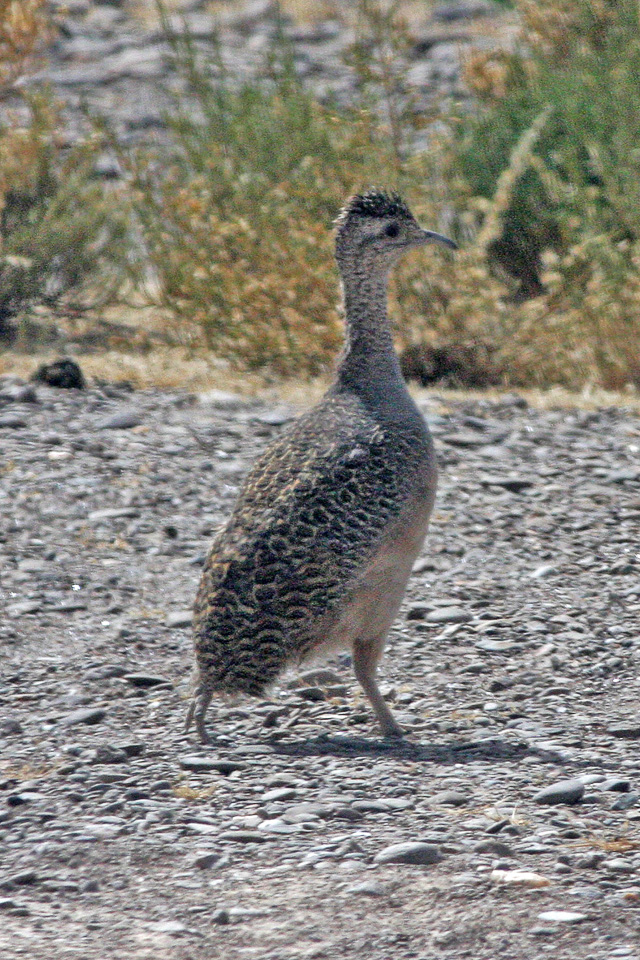
Pisaccasteißhuhn